# 諾科米斯鎮區 (愛荷華州比尤納維斯塔縣)
諾科米斯鎮區（英語：Nokomis Township）是位於美國愛荷華州比尤納維斯塔縣的一個行政鎮區。

## 地方資料
根據2010年美國人口普查的數據，諾科米斯鎮區的面積為93.05平方千米，當中陸地面積為92.99平方千米，而水域面積為0.06平方千米。當地共有人口2244人，而人口密度為每平方千米24.12人。